# Amog
La AMOG OTL è stata un'azienda produttrice di macchine agricole, con sede a Lugo di Ravenna prima della sua chiusura all'inizio degli anni '80. 

## Storia
Tra la fine degli anni '40 e l'inizio degli anni '50, a causa dell'enorme richiesta di trattori, L'Emilia Romagna vide fiorire numerose aziende produttrici di macchine agricole, la AMOG fu una di queste.
La società nacque come officina di riparazione di trattori Fordson, per poi iniziare a produrli in proprio, inizialmente trasformando mezzi militari, le cosiddette carioche, ed in seguito producendo veri e propri trattori.
Fondata da Angelo Tabanelli nel 1946, il quale venne poi affiancato da Michele Tomisani, suo nipote, iniziò a produrre i propri trattori nel 1954.
Il primo modello prodotto dall'azienda, fu il T32, disponibile anche con trazione integrale, ed equipaggiato con motore VM bicilindrico da 32CV, presto affiancato dal T25R anch'esso disponibile con trazione semplice o integrale e motore VM bicilindrico da 25cv.

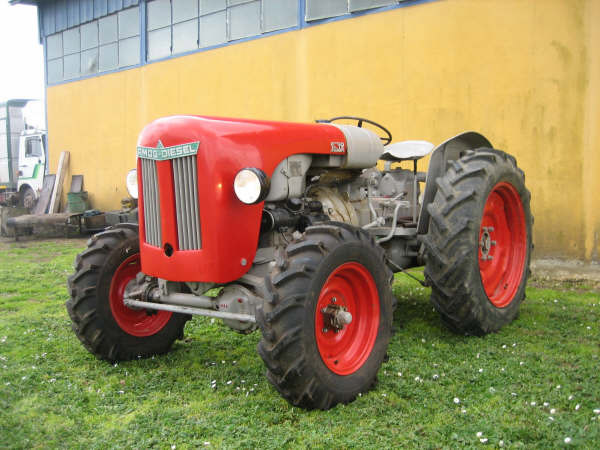
AMOG T32DT

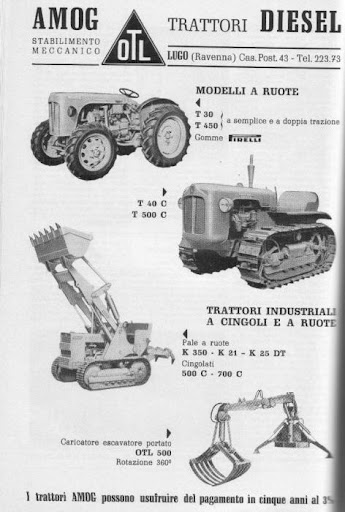
Volantino pubblicitario AMOG

Alla fine degli anni '50 la gamma venne ampliata e modernizzata, pensionato il T32 dopo appena 5 anni, i motori restarono i classici VM a 2 cilindri raffreddati ad aria con sollevatori e doppia presa di forza opzionali, vennero rinnovati i cofani e fu spostato il serbatoio sotto di esso. Venne anche modificato il logo. 
Furono inoltre introdotti 2 nuovi modelli, ovvero il T30R, il T40R e insieme alle rispettive versioni cingolate e con trazione integrale, ovvero T30C, il T30DT, il T40C ed il T40DT, infine il già esistente T25R venne affiancato dal T25C. Contemporaneamente iniziò a produrre anche pale gommate e cingolate oltre che carrelli elevatori.
Alla fine degli anni '60, esaurito il boom di richieste di mezzi agricoli, la AMOG ridimensionò la propria gamma di trattori, i cingolati vennero tolti di produzione insieme al T30R ed al T40R. 
Rimase in produzione soltanto il T25R, aggiornato con motore VM a 3 cilindri e venne introdotto il 450R con la sua versione a trazione integrale 450RD, equipaggiati entrambi con motore VM a 3 cilindri da 40cv.
L'azienda cessò ogni produzione all'inizio degli anni '80 in quanto ormai divenuto antieconomico produrre trattori in piccoli numeri.
Ad oggi risultano essere trattori particolarmente rari, seppur di nicchia e richiesti da un numero ridotto di collezionisti.

## Modelli prodotti

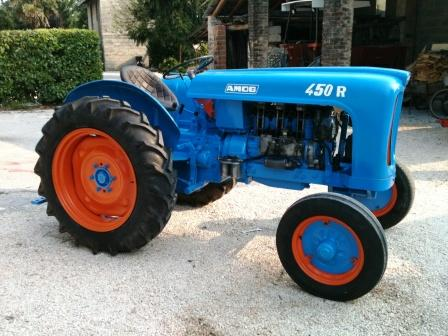
AMOG 450R

```
Trattori gommati:
```

- T32
- T32 DT
- T25R
- T25RD
- T30R
- T30RD
- T40R
- T40DT
- 450R
- 450RD

Trattori cingolati:
- T25C
- T30C
- T40C